# Delage Type D 6-3 Litres

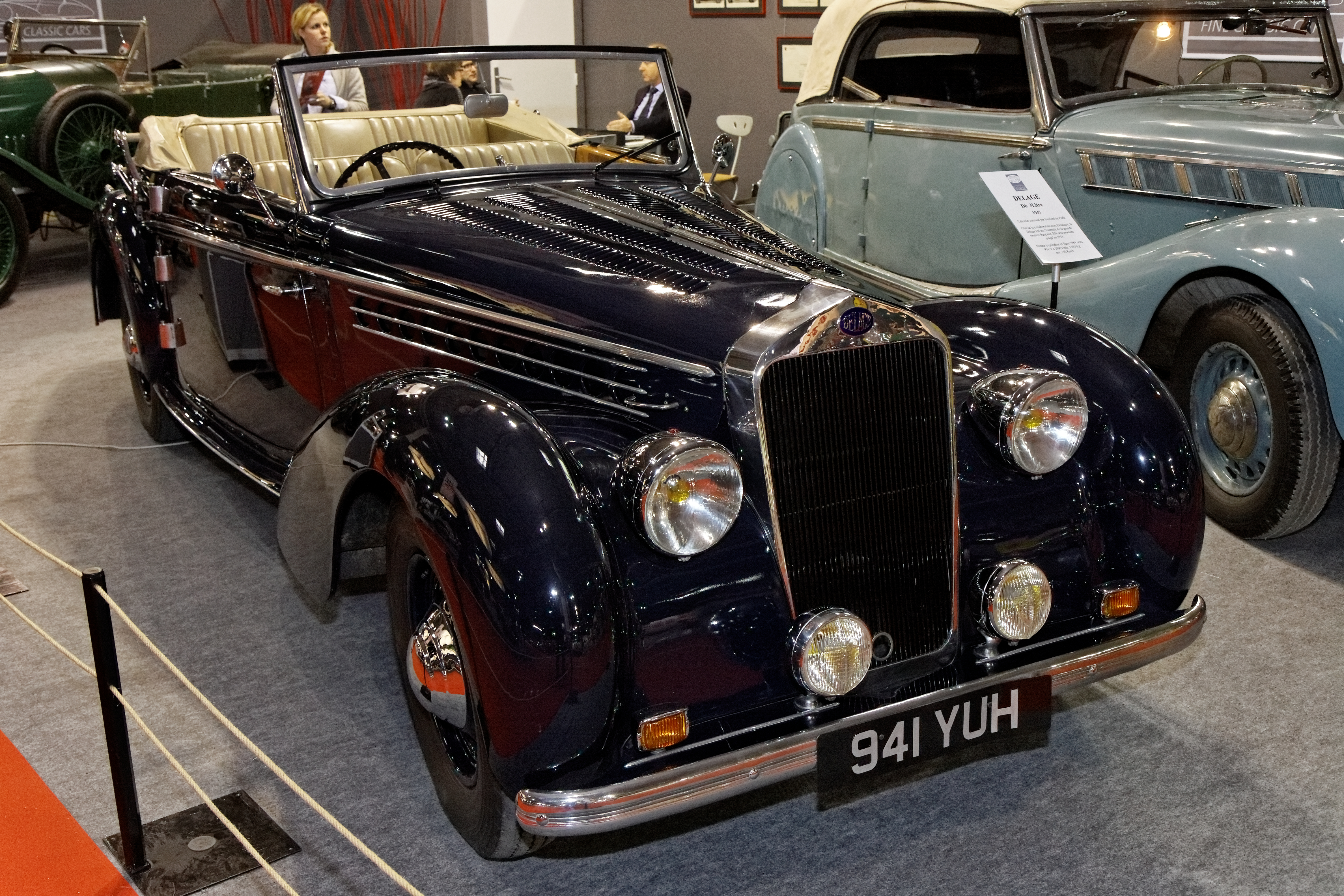
Delage D 6-3 Litres als Cabriolet von 1947

Der Delage Type D 6-3 Litres war das letzte Pkw-Modell der französischen Marke Delage. Es gibt auch die Schreibweise Delage Type D6 3L.

## Beschreibung
Das Fahrzeug mit der Nummer 51.731 erhielt am 11. April 1939 stellvertretend für dieses Modell die Genehmigung von der nationalen Zulassungsbehörde. Delage bot das Modell zunächst 1939 und nach der kriegsbedingten Unterbrechung erneut bis 1954 an. Vorgänger war der Delage Type D.6.75. Mit diesem Modell endete der Fahrzeugbau bei Delage.
Die Fahrzeuge nach dem Zweiten Weltkrieg erhielten die Fahrgestellnummern 880.000 bis 880.330.
Ein Sechszylindermotor trieb die Fahrzeuge an. Er hatte 83,7 mm Bohrung und 90,5 mm Hub. Das ergab 2988 cm³ Hubraum und eine steuerliche Einstufung mit 17 Cheval fiscal. Der Motor leistete zunächst 90 PS, später noch 82 PS. Der Olympic hatte etwas mehr Leistung.
Das Fahrgestell hatte zunächst 1458 mm Spurweite und 3150 mm Radstand. Nach dem Zweiten Weltkrieg betrug die Spurweite 1460 mm und der Radstand wahlweise 3150 mm oder 3300 mm. Die Fahrzeuge waren laut einer Quelle 1720 mm breit und wogen etwa 1650 kg. Eine andere Quelle nennt zunächst 4800 mm und 4950 mm Fahrzeuglänge, 1650 mm Fahrzeugbreite, 1550 mm Fahrzeughöhe und 1650 kg Leergewicht. Ab Modelljahr 1950 waren die Fahrzeuge bis zu 5000 mm lang. Ab Modelljahr 1953 sind 5000 mm und 5150 mm Länge, 1720 mm Breite, 1550 mm Höhe und 1650 kg bis 1850 kg Leergewicht angegeben.
Als Karosserieaufbauten sind Limousine, Pullman-Limousine, Coupé, Cabriolet und Roadster bekannt.

## Renneinsätze
Auf gleicher Basis entstanden auch Rennwagen. Sie erhielten die Fahrgestellnummern 51.820 bis 51.821 sowie 880.001 bis 880.005.
| Datum         | Veranstaltung                                | Ort                       | Meldung                                     | Fahrer | Ergebnis                                                         |
| ------------- | -------------------------------------------- | ------------------------- | ------------------------------------------- | --- | ---------------------------------------------------------------- |
| 21. Mai 1939  | Grand Prix d’Anvers                          | Antwerpen                 |                                             | Georges Monneret                                                                                            | Platz 3                                                          |
| 17. Juni 1939 | 24-Stunden-Rennen von Le Mans 1939           | Le Mans                   |                                             | Louis Gérard/Georges Monneret Roger Loyer/Armand Hug                                                        | Platz 2 und Klassensieger Ziel nicht erreicht                    |
| 6. Aug. 1939  | Grand Prix du Comminges                      | Saint-Gaudens             |                                             | Louis Gérard Georges Monneret                                                                               | Platz 4 Ziel nicht erreicht                                      |
| 28. Apr. 1940 | Mille Miglia 1940                            | Brescia                   |                                             | Gianfranco Comotti/Rosa Piero Taruffi/Luigi Chinetti                                                        | Ziel nicht erreicht                                              |
| 7. Apr. 1947  | Grand Prix de Pau                            | Pau                       | Ecurie Gersac                               | Pierre Levegh Jean Achard Philippe Étancelin/Georges Grignard                                               | Platz 2 Platz 4 Platz 5                                          |
| 27. Apr. 1947 | Grand Prix du Roussillon                     | Perpignan                 | Ecurie Gersac                               | Henri Louveau Pierre Levegh Jean Achard Philippe Étancelin                                                  | Platz 2 Platz 4 Ziel nicht erreicht                              |
| 8. Mai 1947   | Jersey Road Race                             | St. Helier                | Ecurie Gersac                               | Pierre Levegh Henri Louveau Jean Achard                                                                     | Platz 5 Platz 7 Platz 8                                          |
| 18. Mai 1947  | Grand Prix de Marseille                      | Marseille                 | Ecurie Gersac                               | Henri Louveau Pierre Levegh Jean Achard Philippe Étancelin                                                  | Platz 3 Platz 4 Platz 6 Ziel nicht erreicht                      |
| 1. Juni 1947  | Grand Prix de Nîmes                          | Nîmes                     | Ecurie Gersac                               | Philippe Étancelin Jean Achard Henri Louveau Maurice Trintignant                                            | alle nicht im Ziel                                               |
| 8. Juni 1947  | Großer Preis der Schweiz 1947                | Bremgarten bei Bern       | Ecurie Gersac                               | Henri Louveau Ernst Hürzeler Maurice Trintignant Robert Klempener Roger Loyer                               | Platz 12 Platz 14 Ziel nicht erreicht im Vorlauf ausgeschieden   |
| 8. Juni 1947  | Challenges de l’A.C.I.F. et de l’A.G.A.C.I.  | Montlhéry                 | Ecurie Gersac                               | Maurice Varet                                                                                               | Platz 1                                                          |
| 29. Juni 1947 | Großer Preis von Belgien 1947                | Spa-Francorchamps         | Ecurie Gersac                               | Maurice Trintignant Henri Louveau Pierre Levegh                                                             | Platz 5 nicht im Ziel                                            |
| 6. Juli 1947  | Grand Prix de Reims                          | Reims-Gueux               | Ecurie Gersac                               | Maurice Trintignant/Henri Louveau                                                                           | nicht im Ziel (am Steuer abgewechselt)                           |
| 3. Aug. 1947  | Grand Prix d’Alsace                          | Strasbourg-Neudorf        | Henri Louveau                               | Maurice Varet                                                                                               | nicht im Ziel                                                    |
| 10. Aug. 1947 | Grand Prix du Comminges                      | St. Gaudens               | Henri Louveau                               | Maurice Varet/Henri Louveau                                                                                 | Platz 11 (am Steuer abgewechselt)                                |
| 7. Sep. 1947  | Großer Preis von Italien 1947                | Fiera Camponaria, Mailand | Henri Louveau Giovanni Bracco               | Henri Louveau Giovanni Bracco                                                                               | Platz 6 nicht im Ziel                                            |
| 16. Nov. 1947 | Coupe du Salon                               | Linas-Montlhéry           | Henri Louveau                               | Alexandre Constantin                                                                                        | Platz 4                                                          |
| 2. Mai 1948   | Grand Prix des Nations                       | Genf                      | Henri Louveau                               | Henri Louveau                                                                                               | Platz 5                                                          |
| 16. Mai 1948  | Grand Prix des Frontières                    | Chimay                    | Henri Louveau                               | Henri Louveau                                                                                               | Platz 2                                                          |
| 30. Mai 1948  | Grand Prix de Paris                          | Linas-Montlhéry           | Marc Versini Auguste Veuillet Henri Louveau | Marc Versini Auguste Veuillet Edmond Mouche                                                                 | Platz 12 nicht im Ziel                                           |
| 10. Juni 1948 | 24-Stunden-Rennen von Spa-Francorchamps 1948 | Spa-Francorchamps         |                                             | Auguste Veuillet/Maurice Varet                                                                              | Platz 6 und Klassensieger                                        |
| 12. Sep. 1948 | 12-Stunden-Rennen von Paris                  | Montlhéry                 |                                             | Henri Louveau/Robert Brunet Marc Versini/Pierre Levegh                                                      | Platz 2 Platz 4                                                  |
| 10. Okt. 1948 | Coupe Robert Mazaud                          | Montlhéry                 |                                             | Henri Louveau Louis Gérard                                                                                  | Platz 1 Platz 2                                                  |
| 10. Okt. 1948 | Coupe du Salon                               | Montlhéry                 | Marc Versini                                | Marc Versini                                                                                                | Platz 7                                                          |
| 24. Apr. 1949 | Grand Prix de Paris                          | Montlhéry                 | Marc Versini Henri Louveau                  | Marc Versini Henri Louveau                                                                                  | Platz 4 nicht im Ziel                                            |
| 8. Mai 1949   | Grand Prix du Roussillon                     | Perpignan                 |                                             | Henri Louveau/Paco Godia                                                                                    | Platz 10 (am Steuer abgewechselt)                                |
| 25. Juni 1949 | 24-Stunden-Rennen von Le Mans 1949           | Le Mans                   |                                             | Henri Louveau/Juan Jover Louis Gérard/Paco Godia Marc Versini/Gaston Serraud Auguste Veuillet/Edmond Mouche | Platz 2 und Klassensieger Platz 4 Ziel nicht erreicht            |
| 9. Juli 1949  | 24-Stunden-Rennen von Spa-Francorchamps 1949 | Spa-Francorchamps         |                                             | Henri Louveau/Edmond Mouche                                                                                 | Platz 2                                                          |
| 7. Aug. 1949  | Großer Preis von Frankreich 1949             | Saint-Gaudens             |                                             | Henri Louveau Auguste Veuillet                                                                              | Platz 5 Platz 6                                                  |
| 21. Aug. 1949 | Course de Bellevue                           | Moulins                   |                                             | Louis Gérard Marc Versini Maurice Varet                                                                     | Platz 1 Platz 2 in der Klasse Racing Platz 3 in der Klasse Sport |
| 21. Aug. 1949 | Course de Bellevue                           | Moulins                   |                                             | Louis Gérard Marc Versini Maurice Varet                                                                     | Platz 1 Platz 2 in der Klasse Sport Platz 3 in der Klasse Racing |
| 18. Sep. 1949 | Circuit de Sarrebruck                        | Saarbrücken               | Auguste Veuillet                            | Auguste Veuillet/Paris Valentin Haser? a                                                                    | Platz 3 ?                                                        |
| 9. Okt. 1949  | Coupe du Salon                               | Linas-Montlhéry           | Louis Gérard Marc Versini Henri Louveau     | Louis Gérard/Maurice Varet Marc Versini /Jean Lucas                                                         | Platz 5 Platz 7 Platz 8                                          |
| 26. März 1950 | Coupe ACIF USA                               | Montlhéry                 |                                             | Louis Gérard Marc Versini                                                                                   | Platz 2 Platz 3                                                  |
| 30. Apr. 1950 | Grand Prix de Paris                          | Montlhéry                 | Louis Gérard Marc Versini Auguste Veuillet  | Louis Gérard Marc Versini Auguste Veuillet                                                                  | Platz 2 Platz 3 nicht im Ziel                                    |
| 28. Mai 1950  | Bergrennen von Doullens                      | Doullens                  |                                             | Blanchi Louis Gérard                                                                                        | Platz 1 in der Klasse Sport Platz 3 in der Klasse Racing         |
| 24. Juni 1950 | 24-Stunden-Rennen von Le Mans 1950           | Le Mans                   |                                             | Henri Louveau/Jean Estager                                                                                  | Platz 7                                                          |
| 23. Juli 1950 | 12-Stunden-Rennen von Paris                  | Montlhéry                 |                                             | Louis Gérard/De St. Didier                                                                                  | Platz 2                                                          |
| 30. Juli 1950 | Grand Prix de Rouen-les-Essarts              | Rouen-les-Essarts         |                                             | Henri Louveau Louis Gérard Auguste Veuillet                                                                 | Platz 4 Platz 5 Platz 9                                          |
| 8. Okt. 1950  | Coupe du Salon                               | Montlhéry                 |                                             | Louis Gérard Jean Blanc                                                                                     | Platz 2 Platz 2 in der Klasse bis 3 Liter Hubraum                |
| 20. Mai 1951  | Grand Prix de Paris du Bimillénaire          | Bois de Boulogne          | Louis Gérard                                | Louis Gérard                                                                                                | Platz 8                                                          |
| 17. Juni 1951 | Großer Preis von Portugal 1951               | Porto                     |                                             | Charles Pozzi                                                                                               | Platz 13                                                         |
| 7. Okt. 1951  | Coupe du Salon                               | Montlhéry                 |                                             | Marc Versini                                                                                                | Platz 3                                                          |
| 30. März 1952 | Coupe de Vitesse                             | Montlhéry                 |                                             | Eminente | Platz 3 in der Klasse                                            |
| 12. Apr. 1953 | Coupe de Vitesse                             | Montlhéry                 |                                             | Eminente | Platz 2                                                          |
| 31. Mai 1953  | Coupe de Paris                               | Montlhéry                 |                                             | Frau Foufounis                                                                                              | Platz 3                                                          |
| 26. Apr. 1954 | Coupe de Paris                               | Montlhéry                 |                                             | Frau Foufounis                                                                                              | Platz 3 in der Klasse                                            |

Quelle, sofern nicht gesondert angegeben:

## Stückzahlen und überlebende Fahrzeuge
Peter Jacobs vom Delage Register of Great Britain erstellte im Oktober 2006 eine Übersicht über Produktionszahlen und die Anzahl von Fahrzeugen, die noch existieren. Seine Angaben zu den Bauzeiten weichen in einigen Fällen von den Angaben der Buchautoren ab. Stückzahlen zu den Modellen nach der Übernahme durch Automobiles Delahaye sind unbekannt. Für dieses Modell gibt er abweichend die Bauzeit von 1939 bis 1953 an. 80 Fahrzeuge existieren noch.

## Auktionen
Ein Coach von 1939 wurde 2019 von Bonhams für 74.750 Euro versteigert. 2020 brachte eine gewöhnliche viertürige Limousine 19.072 Euro.
Der Rennwagen mit der Fahrgestellnummer 880.003 wurde am 6. Februar 2014 von Bonhams für 1.092.500 Euro versteigert. Artcurial bot das gleiche Fahrzeug am 9. Juli 2016 an, konnte es aber bei einem Schätzpreis von 1.200.000 bis 1.400.000 Euro nicht versteigern.